# Batikken

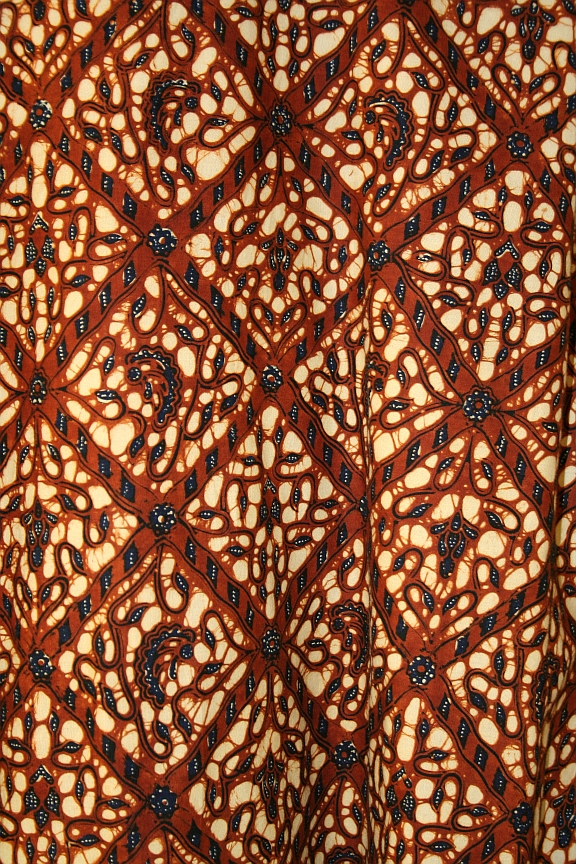
Gebatikte stof (detail)

Batikken (van: veel puntjes in het Javaans) is een manier om een geweven stof met verf van een decoratie te voorzien. Gebatikte stoffen worden meestal verwerkt tot kleding, maar kunnen ook toegepast worden in het interieur, voor boekbanden of wandkleden. Batikken is een heel oude kunstvorm. Er zijn gebatikte stoffen gevonden in het Midden-Oosten, India en Centraal-Azië van meer dan 2000 jaar geleden.

## Techniek
Om te batikken wordt de stof eerst gedeeltelijk met was beschilderd. De behandelde delen kunnen geen verf opnemen. Na het verven wordt de was verwijderd. Geavanceerde batik bestaat uit verschillende kleurgangen, waarbij tussen de verfbaden door de was (deels) wordt verwijderd of opnieuw wordt aangebracht. Doordat er kleine barstjes in de was komen, treedt er vaak een soort craquelé-effect op.

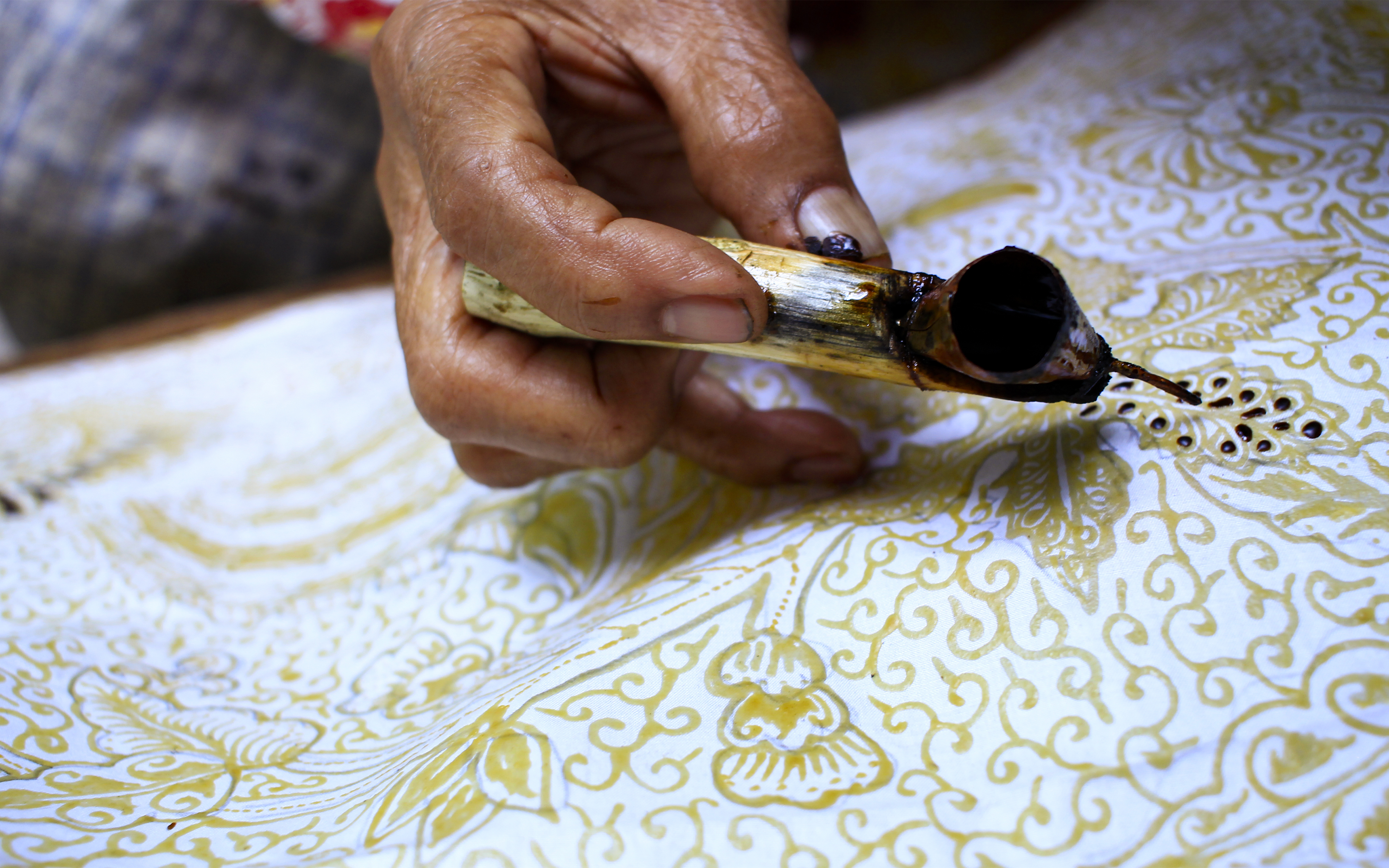
Batik-techniek

## Herkomst
Het batikken werd en wordt vooral gedaan in het voormalige Nederlands-Indië, het huidige Indonesië, met name op Java. Er bestaan aanzienlijke regionale verschillen in de batikpatronen. Sinds 2009 staat batik vermeld op de representatieve lijst van het immaterieel cultureel erfgoed van de mensheid.

## Nederlandse textielindustrie
De prachtige gebatikte stoffen hebben de Nederlandse katoenindustrie geïnspireerd tot innovatieve en kleurrijke druktechnieken. Deze stoffen werden vervolgens geëxporteerd naar Nederlands-Indië. Na de machtsoverdracht van Nederlands-Indië door Nederland aan de republiek Indonesië in 1949, en de teloorgang van de Nederlandse textielindustrie is deze productiewijze in Nederland verloren gegaan. In 1993 werd door Vlisco het laatste met de hand bestempelde doek afgeleverd. Het bedrijf levert nog wel op batik gelijkende, machinaal bedrukte doeken af, die vooral in West-Afrika worden verkocht.

## Indo-Europese batik

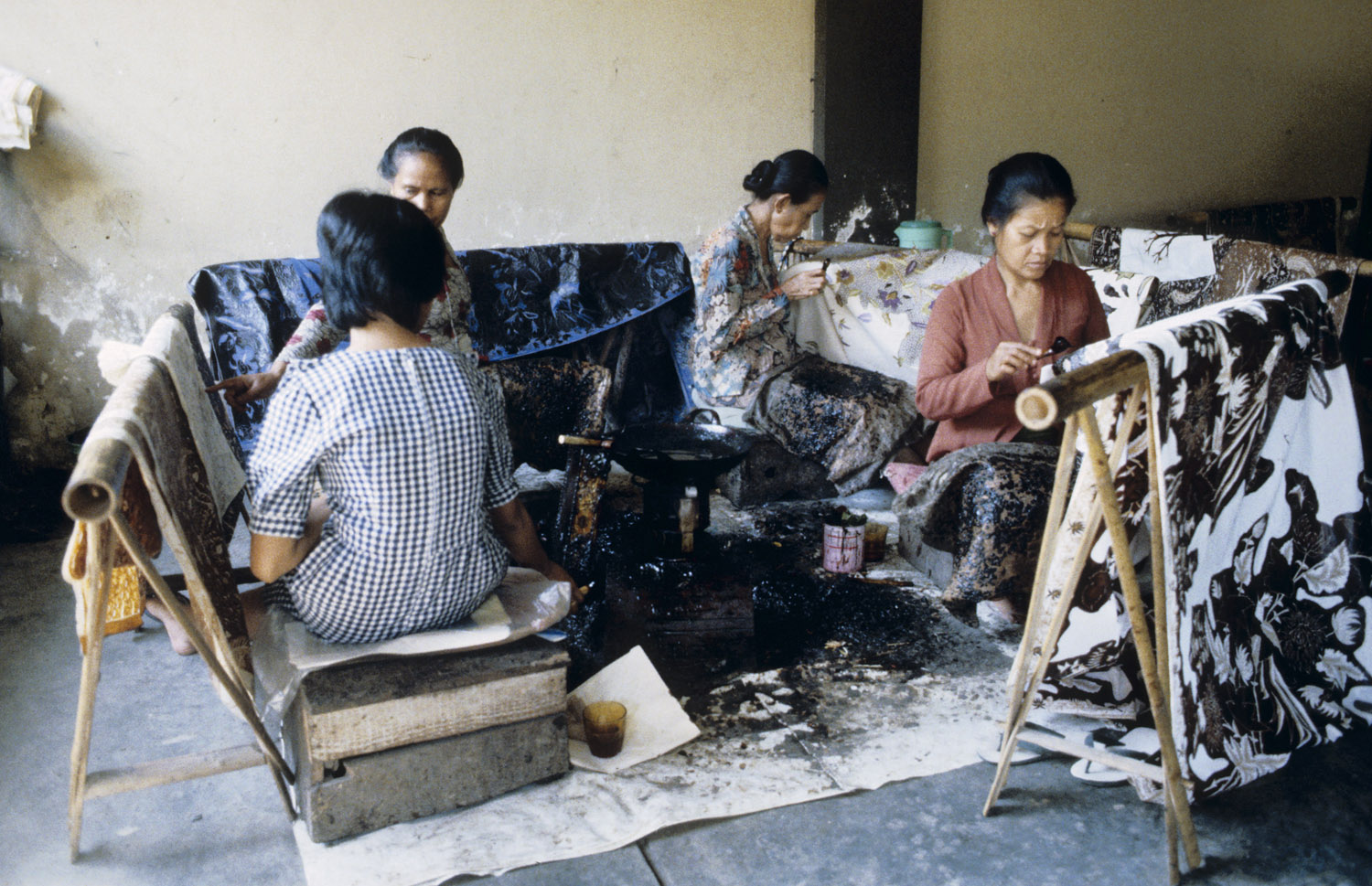
Vrouwen aan het werk in het batik-atelier Masina
(Cirebon, Midden-Java)

Indo-Europese Batik, in Indonesië bekend als Batik pengaruh Eropa (batik met Europese invloed), was een Batik-stijl die tussen 1840 en 1940 hoofdzakelijk door Indo-Europese vrouwen werd ontwikkeld voor Europese vrouwen in het toenmalige Nederlands-Indië (het tegenwoordige Indonesië). De vrouw die de stijl begon was Carolina Josephina David von Franqemont. Zij was van Indo-Europese afkomst en slaagde er als eerste in Nederlands-Indië in om in haar atelier in Oengaran rijk gekleurde batiks te maken met plantaardige verf, met onder andere een zelf ontwikkelde speciale groene kleur, waarvan nooit is achterhaald hoe die tot stand is gekomen. Ook het geel dat zij gebruikte was kenmerkend voor haar werk.
Typische afbeeldingen op Indo-Europese batiksarongs zijn boeketten, illustraties van Europese sprookjes en illustraties afkomstig van Europees behang.
De Indo-Europese vrouwen waren de eersten de op industriële schaal batiks produceerden en zo de verspreiding van batik naar andere gebieden bevorderden en de eersten die moderne batikstijlen ontwikkelden.

De stijlen van deze batiksters zijn bekend onder de namen "batik Prankemon" (Franquemont) en "batik Pansellen" (van Zuylen). Tijdens de Tweede Wereldoorlog werden de fabrieken door inheemse nationalistische opstandelingen geplunderd. Van de patronen van Eliza Charlotta van Zuylen is bekend dat ze in Chinese handen vielen die zestigduizend gulden boden om de handtekening van mevrouw van Zuylen te mogen gebruiken. 

## Bekende namen
Bekende batiksters zijn Carolina Josephina David von Franquemont, Catharina Carolina van Oostrom (geboren Philips), B. Fisfer, S.W. Ferns (geboren Gregory), Scharff van Dop, J. Toorop, Dunhuyzen, C.M. Meyer (geboren de Bats), J.A. de Witt (geboren Meyer), A.J.F. Jans (geboren Veenstra), A. Wollweber, L. Metzelaar (geboren de Stroop), W. Beer (geboren de Stroop), Eliza Charlotta van Zuylen (geboren Niessen), Simonet, Maria Paulina Carp (geboren Rapilla), Raden mas Padmo Soediro, S.B. Feunem, C. Croes, L. Fredericks, S. Haighton en J. Williams.
Binnen het batikken is een aparte kunststroom ontstaan door kunstenaars die er speciaal voor wanddecoratie exotische panelen van maken van uitstekende kwaliteit, en die niet onderdoen voor een aquarel of litho. 

## Voortzetting
Bij de vlucht van de (Indische) Nederlanders naar Nederland in de periode 1945 tot 1958 uit de destijds nieuwe republiek Indonesië namen veel Peranakan Chinese vrouwen de bedrijven over en gingen verder met de productie. De vervaardigde producten vinden hun weg niet alleen op Java, maar ook naar andere Indonesische eilanden en naar Maleisië, Singapore en Thailand.

## Collecties
Het Kunstmuseum Den Haag heeft een fraaie collectie stoffen. In het Amsterdamse Wereldmuseum bevindt zich de grootste collectie Nederlands-Indische en Indonesische batiks in Nederland.

## Unesco
In 2009 werd de batikkunst geplaatst op de lijst van het Indonesische immaterieel cultureel erfgoed.

## Video
- Bioscoopjournaal uit 1977 met beelden van de eerste Nederlandse batik-galerie in Amsterdam waar batik-schilderijen te zien zijn van Bambang Oetoro. Deze Indonesische kunstenaar werkt volgens een oud procedé.